# Tropidonophis dolasii
Tropidonophis dolasii is een slangensoort uit de familie van de toornslangachtigen (Colubridae) en de onderfamilie waterslangen (Natricinae).

## Naam en indeling
De wetenschappelijke naam van de soort is voor het eerst geldig gepubliceerd in 2004 door Fred Kraus en Allen Allison. De soortaanduiding dolasii is een eerbetoon aan Dolasi Salepuna, die het holotype (een vrouwelijk exemplaar) ving in het woud op ongeveer 1000 m hoogte op Fergusson.

## Uiterlijke kenmerken
Tropidonophis dolasii wordt relatief groot, het holotype had een totale lichaamslengte van 1145 millimeter.

## Verspreiding en habitat
De slang komt voor in delen van Azië en leeft endemisch op de D'Entrecasteaux-eilanden aan de oostzijde van Papoea-Nieuw-Guinea; ze is aangetroffen op de eilanden Fergusson en Goodenough. De habitat bestaat uit vochtige tropische en subtropische bossen, zowel in laaglanden als in bergstreken, en in draslanden. De soort is aangetroffen op een hoogte van ongeveer 900 tot 1090 meter boven zeeniveau.

## Beschermingsstatus
Door de internationale natuurbeschermingsorganisatie IUCN is de beschermingsstatus 'onzeker' toegewezen (Data Deficient of DD).